# Вест-Кевоні (Вісконсин)
Вест-Кевоні (англ. West Kewaunee) — місто (англ. town) в США, в окрузі Кевоні штату Вісконсин. Населення — 1278 осіб (2020).

## Демографія
Згідно з переписом 2010 року, у місті мешкало 1296 осіб у 477 домогосподарствах у складі 364 родин. Було 517 помешкань
Расовий склад населення:
| - 97,3 % — білих - 0,4 % — азіатів - 0,1 % — корінних американців - 1,2 % — осіб інших рас |

До двох чи більше рас належало 1,0 %. Частка іспаномовних становила 1,2 % від усіх жителів.
За віковим діапазоном населення розподілялося таким чином: 26,3 % — особи молодші 18 років, 60,6 % — особи у віці 18—64 років, 13,1 % — особи у віці 65 років та старші. Медіана віку мешканця становила 41,0 року. На 100 осіб жіночої статі у місті припадало 115,3 чоловіків;  на 100 жінок у віці від 18 років та старших — 109,9 чоловіків також старших 18 років.
Середній дохід на одне домашнє господарство  становив 72 803 долари США (медіана — 57 500), а середній дохід на одну сім'ю — 79 981 долар (медіана — 64 917). Медіана доходів становила 51 739 доларів для чоловіків та 34 286 доларів для жінок. За межею бідності перебувало 7,2 % осіб, у тому числі 8,6 % дітей у віці до 18 років та 10,6 % осіб у віці 65 років та старших.
Цивільне працевлаштоване населення становило 770 осіб. Основні галузі зайнятості: виробництво — 21,8 %, сільське господарство, лісництво, риболовля — 16,5 %, освіта, охорона здоров'я та соціальна допомога — 16,1 %.